# Коуа рудоголовий
Ко́уа рудоголовий (Coua ruficeps) — вид зозулеподібних птахів родини зозулевих (Cuculidae). Ендемік Мадагаскару.

## Опис
Довжина птаха становить 42 см, враховуючи довгий хвіст. Верхня частина тіла зеленувато-коричнева, хвіст бурий або темно-фіолетовий. Горло білувате, груди блідо-фіолетове, живіт білуватий або блідо-рудувато-коричневий. У представників номінативного підвиду лоб і тім'я рудувато-коричневі, у представників підвиду C. r. olivaceiceps оливково-коричневі. Навколо очей плями голої блакитної шкіри, окаймлені чорним пір'ям. Виду не притаманний статевий диморфізм.

## Підвиди
Виділяють два підвиди:
- C. r. ruficeps Gray, GR, 1846 — північний захід Мадагаскару (від Махадзанги до Мурундави);
- C. r. olivaceiceps (Sharpe, 1873) — південний захід Мадагаскару (від Мурундави до Національного парку Ціманампецуца[en].

Деякі дослідники виділяють підвид C. r. olivaceiceps у окремий вид Coua olivaceiceps.

## Поширення і екологія
Рудоголові коуа живуть в сухих чагарникових заростях, саванах і рідколіссях, на висоті до 850 м над рівнем моря. Зустрічаються поодинці, парами або невеликими сімейними зграйками. Ведуть наземний спосіб життя. Живляться комахами, зокрема кониками і жуками, ягодами і насінням.